# Nagykorpád
Nagykorpád község Somogy vármegyében, a Nagyatádi járásban.

## Fekvése
A Nagybajom-Lábod közti 6619-es út mentén fekszik, ezen érhető el a 61-es és 68-as főutak felől is. Közigazgatási területének délkeleti sarkánál elhalad a Kaposfő-Lábod közti 6616-os út is.

## Története
Neve először az 1232-1337. évi pápai tizedjegyzékben fordult elő Corpad alakban. A falu a Korpádi család ősi birtoka volt, melyet Zsigmond király: Korpádi Jánostól, Istvántól és Pétertől, hűtlenségük miatt, elvett és János részét 1401-ben a Kanizsaiaknak, István és Péter részeit pedig 1408-ban Gordovai Fancs Lászlónak adományozta. 1424-ben Gordovai Fancs László fiai: János, Bertalan és László osztoztak meg itteni birtokaikon. 
1438-ban Hetési János itteni birtokait Albert király Guthi Országh Mihálynak és Jánosnak adta. 1455-ben Gordovai Fancs László fiai új adományt nyertek reá. 1464-ben Battyáni Alapi András a helységnek azt a részét, 
amelyet zálogban bírt, visszaadta Gordovai Fancs Gáspárnak. 1536-ban Fánchy Péter és János, 1550-ben Fánchy János és György voltak birtokosai. 
Az 1554. évi török kincstári adólajstrom szerint 11 ház állt itt. Az 1571. évi adólajstromban Erdőkorpád alakban volt bejegyezve, ekkor 42 ház állt itt. 1598-1599 között Török Istváné volt. Az 1660. évi pannonhalmi főapátsági dézsmaváltságjegyzék szerint a két Korpád közül az egyik Zankó Miklósé, a másik a székesfehérvári custodiáé volt.
1692-ben Zankó Miklós, 1703 körül Zankó Boldizsár is földesura. Az 1715-es összeíráskor 28 háztartását írták össze. 
1726-ban a gróf Harrach, 1733-tól az 1900-as évek elejéig a Hunyady család, a báró Sina család és Mándy Sámuel volt a nagyobb birtokosa.

## Közélete

### Polgármesterei
- 1990–1994: Tóth Tibor (független)[3]
- 1994–1998: Tóth Tibor (független)[4]
- 1998–2002: Tóth Tibor (független)[5]
- 2002–2006: Szabó Zoltán (független)[6]
- 2006–2010: Szabó Zoltán (független)[7]
- 2010–2014: Szabó Zoltán (független)[8]
- 2014–2019: Szabó Zoltán (független)[9]
- 2019–2024: Tóth Tibor (Fidesz-KDNP)[10]
- 2024– : Tóth Tibor (Fidesz-KDNP)[1]

## Népesség
A település népességének változása:
| Lakosok száma | 608  | 597  | 576  | 501  | 500  | 498  | 496  |
|               | 2013 | 2014 | 2015 | 2021 | 2022 | 2023 | 2024 |

A 2011-es népszámlálás során a lakosok 84,6%-a magyarnak, 0,2% bolgárnak, 7,9% cigánynak, 0,2% horvátnak, 0,3% németnek, 0,2% örménynek mondta magát (15,1% nem nyilatkozott; a kettős identitások miatt a végösszeg nagyobb lehet 100%-nál). A vallási megoszlás a következő volt: római katolikus 45,5%, református 17,6%, evangélikus 0,7%, felekezet nélküli 6,2% (30,1% nem nyilatkozott).
2022-ben a lakosság 91,8%-a vallotta magát magyarnak, 16% cigánynak, 1% németnek, 0,2% bolgárnak, 1,6% egyéb, nem hazai nemzetiségűnek (7,4% nem nyilatkozott; a kettős identitások miatt a végösszeg nagyobb lehet 100%-nál). Vallásuk szerint 48,8% volt római katolikus, 13,2% református, 0,2% görög katolikus, 0,4% egyéb keresztény, 2,8% egyéb katolikus, 12,8% felekezeten kívüli (21,8% nem válaszolt).

## Nevezetességei
Közigazgatási területéhez tartoznak a Szabási-Rinya partján emelkedő, sok száz éves Törökvár maradványai.